# Psychopathics From Outer Space
Psychopathics from Outer Space – kompilacyjny album nagrany przez Insane Clown Posse oraz Twiztid.
Płyta została wydana w 2000 roku nakładem wytwórni "Joe & Joey Records" i jest zbiorem tzw. "odrzutów" oraz niepublikowanych wcześniej nagrań.
Na płycie znalazły się m.in. "The Dirt Ball", który wcześniej pojawił się na soundtracku do filmu "Heavy Metal 2000", "Slim Anus" czyli diss na Eminema, a także kawałek "Dead End" z gościnnym udziałem Ice-T.

## Lista utworów
| #  | Tytuł                    | Czas | Wykonawca          | Informacja |
| -- | ------------------------ | ---- | ------------------ | --- |
| 1  | "The Dirt Ball"          | 5:25 | ICP Twiztid        | Pojawił się na soundtracku do filmu Heavy Metal 2000. Oryginalnie nagrany na płytę "The Amazing Jeckel Brothers", jednak ostatecznie na płycie się nie znalazł. Zamiast tego, został dołączony jako limitowany gratisowy singel do magazynu "Alternative Press" w czerwcu 1999 roku, (wytłoczono tylko ok. 5000 sztuk). |
| 2  | "Murder, Murder, Murder" | 3:23 | Twiztid            | Jeden z ostatnich kawałków nagranych przez House Of Krazees zanim grupa się rozpadła. Wersja ta nie zawiera wersu nagranego przez R.O.C. Track znalazł się również na "lokalnej" wersji "Mostasteless" oraz "Cryptic Collection Vol. 2".                                                                                |
| 3  | "$50 Bucks"              | 4:10 | ICP                | "Odrzut" z płyty "The Amazing Jeckel Brothers". Później track ten znalazł się na płycie dołączonej do trzeciego komiksu z serii "The Pendulum". |
| 4  | "Blam!"                  | 5:32 | Twiztid            | Nagrany w 1996 roku na nieskończone/niewydane solo Mr. Bones'a "Something Weird". |
| 5  | "Sleep Walker"           | 5:53 | ICP                | Oryginalnie rozdawany jako singiel podczas szóstego corocznego Hallowicked Show w Detroit w 1999 roku (limitowany do 3000 sztuk). |
| 6  | "R-U-A Ryda?"            | 3:41 | Psychopathic Rydas | Pojawił się na płycie Psychopathic Rydas "Dumpin'". |
| 7  | "She Ain't Afraid"       | 6:01 | Twiztid            | Track znalazł się również na "lokalnej" wersji "Mostasteless" oraz "Cryptic Collection Vol. 2" |
| 8  | "Slim Anus"              | 4:24 | ICP                | Diss na Eminema bazujący na jego kawałku "My Name Is". |
| 9  | "Dead End"               | 5:24 | ICP Ice-T          | Oryginalnie nagrany na płytę "The Amazing Jeckel Brothers". Zawiera sample z piosenki "The Wizard" zespołu Black Sabbath. |
| 10 | "Red Neck Hoe '99"       | 5:33 | ICP Twiztid        | |
| 11 | "Somebody's Dissin' U"   | 3:29 | Twiztid            | Remix tego tracku z gościnną zwrotka Blaze Ya Dead Homie znalazł się później na płycie Twiztid "Cryptic Collection". |
| 12 | "The Amazing Maze"       | 4:40 | ICP                | Oryginalnie nagrany na płytę "The Amazing Jeckel Brothers". Znalazł się również na płycie dołączonej do pierwszego komiksu z serii "The Pendulum". |
| 13 | "Old School Pervert"     | 4:32 | Twiztid            | Nagrany w 1996 roku na nieskończone/niewydane solo Mr. Bones'a "Something Weird". |
| 14 | "Who?"                   | 3:21 | Psychopathic Rydas | Pojawił się na płycie Psychopathic Rydas "Dumpin'". |
| 15 | "Meat Cleaver"           | 4:34 | ICP Twiztid Myzery | Track znalazł się również na "lokalnej" wersji "Mostasteless" oraz "Cryptic Collection Vol. 2". |